# Веселовка (Тепликский район)
Весе́ловка (укр. Веселівка) — село на Украине, находится в Тепликском районе Винницкой области.
Код КОАТУУ — 0523781601. Население по переписи 2001 года составляет 1011 человек. Почтовый индекс — 23850. Телефонный код — 4353.
Занимает площадь 0,414 км².

## История
В 1946 году указом ПВС УССР село Высший Ташлык переименовано в Веселовку.

## Адрес местного совета
23850, Винницкая область, Теплицкий р-н, с. Веселовка, ул. Ленина